# A priori corrélationnel (Edmund Husserl)

En phénoménologie, la thématique de la corrélation est abordée à travers l'étude du principe de l'a priori corrélationnel posé par Edmund Husserl au (§ 48) de son livre la Krisis, paragraphe dont l'intitulé est : « tout « étant », quel qu'en soit le sens, et quelle qu'en soit la région, est l'index d'un système subjectif de corrélation ». Renaud Barbaras, à qui l'on doit une bonne part des recherches contemporaines sur Husserl, note que l'on trouve la première expression de cet « a priori corrélationnel » dans ses Recherches logiques vers 1898. Pour souligner l'importance de ce « principe » il note par ailleurs dans son ouvrage La Vie lacunaire que Husserl « caractérise la tâche de la phénoménologie comme élaboration de l'a priori  universel de corrélation »

## L'origine du principe
Husserl introduit le « principe » à partir des considérations suivantes : « chacun sait qu'il vit dans l'horizon de ses compagnons d'humanité, avec lesquels il peut entrer en connexion tantôt actuelle, tantôt potentielle, de même qu'ils peuvent le faire dans un être-ensemble actuel ou potentiel. Il sait que lui et ses compagnons sont, dans une connexion actuelle, reliés de telle sorte aux mêmes choses d'expérience, que chacun possède de ces mêmes choses différents aspects, différents côtés, différentes perspectives etc., mais à chaque fois à partir du même système d'ensemble des diversités dont chacun a conscience pour soi comme des mêmes (dans l'expérience actuelle de la même chose), toujours en tant qu'horizon d'expériences possibles de cette chose ».
Husserl poursuit : « Aucun homme imaginable, et quelle que soit la façon dont nous l'imaginions modifié, ne pourrait faire l'expérience d'un monde dans des modes de données autres que cette relativité incessament mouvante [...] en tant que monde qui lui est donné dans sa vie de conscience et dans la communauté qu'il forme avec ses compagnons d'humanité ».

## Les contours du principe de l'a prioricorrélationnel
Renaud Barbaras précise qu'il ne s'agit pas, pour Husserl, de l'évidence naïve comme quoi « chaque objet se caractérise par des modes de donné subjectifs, que par conséquent, chacun voit les choses et le monde tels qu'ils lui apparaissent [...] chaque chose a, à chaque fois, pour chaque homme, une apparence différente ». Or« l'évidence naïve selon laquelle chacun voit les choses, et le monde en général, tels qu'ils lui apparaissent, cette naïveté recouvrait [...] un large horizon de vérités surprenantes qui n'étaient jamais entrées, avec ce qu'elles ont de propre et avec la systématicité de leur enchaînement, dans le champ de vision de la philosophie ». Husserl, récuse toute interprétation sceptique réductrice. Appartient à cette évidence naïve l'explication comme quoi à chaque fois que nous percevons un objet, nous y investirions un intérêt qui relève de notre subjectivité. Dans la Krisis, il fait le constat que : « dans toute perception de chose est impliqué un horizon entier de modes d'apparition et de synthèses de validation non-actuelles et cependant co-fonctionnantes ». Outre le jeu des corrélations dans le phénomène de toute perception individuelle Husserl défend l'idée d'un « a priori universel » entre les modes d'apparaître de tous les « étants » d'un même monde subjectif. Deux thèses s'ensuivent :
1. -« Que telle chose se présente dans des données subjectives et dans telles données n'est pas seulement un fait mais une nécessité d'essence[10] [...] Cela signifie que tel étant ne peut pas être autrement que selon le mode sous lequel il se donne à une conscience; la scission classique de l'être et de l'apparence disparaît »[7],[N 4].
2. -Avec la négation de tout « en soi » et de toute réalité absolue, une position radicalement étrangère à la métaphysique traditionnelle est atteinte. « Corrélativement cela n'a plus de sens de se donner une conscience qui n'aurait affaire qu'à ses représentations, de telle sorte que la question du rapport à l'objet, de la valeur objective se poserait »[3].

Pour résumer ; du « principe » découle une double thèse, celle que tout étant s'inscrit dans un système subjectif de corrélation, avec sa proposition converse : « toute conscience est impliquée dans l'être même du monde, tout comme la référence à un monde est enveloppée dans l'être de toute conscience ». Poser ainsi les termes de ce principe revient à bouleverser « le statut des termes en relation quant à l'être de la conscience et celui du monde ».

## Le sens de l'a prioricorrélationnel
Toute représentation, « toute visée est considérée (par Husserl) comme une corrélation « noético-noématique » car la « noèse » ou le type de visée par laquelle nous prenons en vue les objets affecte le « noème » que nous visons ». Il en découle comme le note Renaud Barbaras que « l'a priori de corrélation stipule la relativité de l'étant transcendant à une conscience, c'est-à-dire la dépendance de son être vis-à-vis de son apparaître ».
La corrélation implique un lien plus ou moins étroit entre deux choses différentes. Le caractère « a priorique» que découvre Husserl y ajoute, l'idée d'une « préséance » de l'unité sur la distinction entre les choses, qui n'interviendrait que secondairement (ainsi de la conscience et de l'objet qu'elle vise). Emmanuel Levinas souligne l'originalité de cette découverte et résume « c'est le rapport à l'objet qui est le phénomène primitif et non pas un sujet et un objet qui devrait arriver l'un vers l'autre ». En foi de quoi le thème de la saisie de l'objet par la conscience qui motive les théories de la connaissance s'avère être un faux problème.
Par ailleurs si « tout étant se tient dans une telle corrélation avec les modes de donnée qui lui appartiennent dans une expérience possible [...],que tout étant est l'indice d'un système subjectif de corrélation », ce phénomène se présente à la fois comme une « mienne » vision du monde et une vision de la « chose même », manifestant là une antinomie fondamentale que la phénoménologie aura à résoudre note Maurice Merleau-Ponty.
De même que l'existence de l' « a priori corrélationnel » met en jeu le sens d'être de tout ce qui est (objet et monde), il interroge « le sens d'être de cet étant particulier qu'est la conscience ». En effet, le même Renaud Barbaras remarque dans un autre ouvrage « ceci revient à dire que la référence à une conscience est impliquée dans l'être même du monde ». La corrélation ne peut être pensée et l'ouverture de la conscience à autre chose qu'elle-même « qu'à la condition que l'être de la conscience ne soit pas pensé sur le modèle de la chose, donc de ne pas en faire une substance ».

## La portée de l'a prioricorrélationnel
Rudolf Bernet note que dans chaque « phénomène » se révèle « tout autant le monde en tant qu'il est constitué par la « subjectivité transcendantale », que cette subjectivité elle-même, en tant qu'elle constitue le monde. La réduction phénoménologique met ainsi en lumière la « corrélation transcendantale » entre l'être du sujet constituant et l'être du monde constitué en montrant ainsi comment cette constitution était déjà à l'œuvre dans la vie naturelle, sans qu'elle apparaisse pour autant »
Plus généralement, « l'idée de « phénomène » implique la corrélation stricte des choses dans leur apparaître, dans leur manière de se présenter ou de se donner et de la conscience à laquelle ou à qui les choses apparaissent » écrit Florence Caeymaex. Avec Husserl, l'accent est mis, non sur les choses, mais sur leur mode d'apparaître. C'est en vertu de ce « principe », que Husserl met à jour l’« a priori universel de corrélation », que  « l’apparaître enveloppe au titre de ses moments constitutifs cela qui apparaît en lui, que nous avons nommé l’apparaissant, et celui à qui apparaît ce qui apparaît [...]. Que l’apparaître soit destiné à un sujet ne signifie pas que ce qui apparaît soit constitué au sein de ce sujet, et que sa teneur d’être propre, soit finalement celle de la conscience et de ses vécus », écrit Renaud Barbaras. En effet, référer l'apparaître à un sujet (direction dans laquelle s’engagent la plupart des analyses de Husserl), compromettrait le projet central de la phénoménologie.
Comme le souligne Renaud Barbaras « on assiste (dans toutes les interprétations traditionnelles), à une réification des deux pôles constitutifs de la corrélation, réification à la faveur de laquelle l’autonomie de l’apparaître se trouve compromise ». Pour réaliser ce projet il est nécessaire de mettre en œuvre une « épochè radicalisée que l’on pourrait nommer une « déréification », qui portera sur les deux pôles constitutifs de la corrélation, à savoir la conscience et l’apparaissant transcendant ». S'agissant de la conscience, l'« a priori corrélationnel » signifie « que l'essence de la conscience implique son rapport à un transcendant », il faut ce lien pour que la conscience en soit véritablement une, c'est cette propriété que développe le concept d'« intentionnalité ».
L'étant ne pouvant être autrement que selon le mode sous lequel il se donne à la conscience, Husserl devra se tourner vers l'étude des multiples vécus de conscience dans lesquels les choses se donnent.
« Avec la Krisis, ainsi que les autres œuvres qui jalonnent cette période de sa philosophie, Husserl explicite radicalement son tournant ontologique au sein de la phénoménologie. Husserl tente de faire du « monde de la vie » un objet de science au même titre que tout objet de science (qu'elle soit naturelle, humaine ou historique). Toutefois, il faut garder à l'esprit que cet objet est un « a priori universel de corrélation », au sens où il ne possède pas les mêmes caractères « empiriques » que l'objet étudié par les autres sciences » écrit Mario Charland.